# Splitski poluotok
Splitski poluotok je poluotok u Hrvatskoj, na obali Jadranskog mora na kojem je smješten grad Split i brdo Marjan.
Sa sjeverne i zapadne strane se nalazi Kaštelanski zaljev, a s južne Splitski kanal.
Kao manji poluotok se na njegovu zapadnu dijelu nalazi Marjanski poluotok.